# Nozomi Okuhara
Nozomi Okuhara (Nagano, 13 de març de 1995) és una esportista japonesa que competeix en bàdminton en la categoria individual.
El 2015 va guanyar les Finals del Super Sèries Masters i en 2016 va guanyar el Super Sèries Masters All England.

## Tornejos guanyats
| Nombre | Any  | Torneig      | Categoria                       |
| ------ | ---- | ------------ | ------------------------------- |
| 1      | 2011 | Àustria      | BWF International Challenge     |
| 2      | 2012 | Canadà       | BWF Grand Prix                  |
| 3      | 2014 | Nova Zelanda | BWF Grand Prix                  |
| 4      | 2014 | Vietnam      | BWF Grand Prix                  |
| 5      | 2014 | Coreja       | BWF Grand Prix                  |
| 6      | 2015 | Malàisia     | BWF Grand Prix Gold             |
| 7      | 2015 | Xina         | BWF International Challenge     |
| 8      | 2015 | Estats Units | BWF Grand Prix Gold             |
| 9      | 2015 | Japó         | BWF Super Sèries                |
| 10     | 2015 | Dubái        | BWF Super Sèries Masters Finals |
| 11     | 2016 | All England  | BWF Super Sèries Premier        |

     BWF Super Sèries Premier/Finals
     BWF Super Sèries
     BWF Grand Prix Gold
     BWF Grand Prix
     BWF International Challenge